# Belzoni (Mississippi)
Belzoni é uma cidade localizada no estado americano de Mississippi, no Condado de Humphreys.

## Demografia
Segundo o censo americano de 2000, a sua população era de 2663 habitantes. 
Em 2006, foi estimada uma população de 2505, um decréscimo de 158 (-5.9%).

## Geografia
De acordo com o United States Census Bureau tem uma área de 
2,5 km², dos quais 2,5 km² cobertos por terra e 0,0 km² cobertos por água. Belzoni localiza-se a aproximadamente 33 m acima do nível do mar.

## Localidades na vizinhança
O diagrama seguinte representa as localidades num raio de 28 km ao redor de Belzoni. 